# 삼거리 무스탕 소년의 최후
"삼거리 무스탕 소년의 최후"는 2009년에 개봉한 대한민국의 영화이다.

## 캐스팅
- 강현중 : 건태 역
- 예수안 : 향수 역
- 이상훈 : Dr.헬 역
- 김병춘 : 기태 역
- 이도윤 : 미미 역
- 홍석연 : 힘줄 큰형 역
- 손정만 : 힘줄 둘째 / 무사 역
- 조한희 : 건태 모 역
- 최명주 : 미미 모 역
- 이유리 : 정자 역
- 김지현 : 달력여자 / 발레리나 역
- 정성욱 : 바 손님 남 역
- 백현주 : 라면집 주인 역
- 윤혜진 : 삼거리호프 여자 역
- 김규섭 : 표본 역
- 김민서 : 힘줄 막내 역
- 기주봉 : 성당신부님 역 (특별출연)